# 井口裕香
井口裕香（日语：／ Iguchi Yuka，1988年7月11日—），日本女性声优，目前屬於大澤事務所。東京都出身，血型AB型，身高157公分。

## 介紹
- 暱稱有。
- 擅長模仿烏龜、短跑、側手翻，及橫向移動頭部。
- 幼女。家中有父親（血型B型）、母親（A型）和兩位姊姊（均為AB型）。
- 自出道起4年均為見習聲優組合G.G.F.的成員。期間曾與另一組合成員後藤沙緒里組成airyth。2006年3月18日的畢業演唱會後，G.G.F.解散。
- 曾參與「SPEED GRAPHER」的播音選拔，但最終落選。
- 由於姓名跟（舊名：豬口有佳）相似，所以女聲優間常常把兩者的姓名搞混了。[1]
- 在電台節目中被喜多村英梨和小清水亞美取了的綽號，也有被聽眾稱呼為。雖然最初不太喜歡，但慢慢開始習慣。[1]
- 曾與花澤香菜、三瓶由布子、阿澄佳奈組成了一隊五人足球隊。[1]
- 获得了第六届（2011年度）声优奖的最佳主持赏（パーソナリティ賞）。[2]

## 出演作品
以粗體標示表示主要角色。

### 電視動畫
2003年
- Di Gi Charat Nyo（兔田明）

2004年
- 銀河天使（第四季）（小狗、女高中生A、女服務員B）

2005年
- Canvas2～彩虹色的圖畫～（高遠川菜）
- Monchhichi（チムタン）

2006年
- 童話槍手小紅帽（夏美）
- 銀河天使II（廣播）
- Ghost Hunt（伊東清美）
- 校園迷糊大王 二學期（女子A）
- 心跳回憶 Only Love（新條櫻）

2007年
- 偶像大師 XENOGLOSSIA（天海春香）
- 鐵馬少年（觀光客）
- 星界死者之書（巴列）
- 月面兔兵器米娜（月島チア）
- GO！純情水泳社！（安千草）
- 現視研2（重田）
- 灼眼的夏娜II（荻原）
- 守護甜心！（女孩）
- 神靈狩/GHOST HOUND（鹽田千帆）
- 神曲奏界（小孩）
- 神聖十月（賽西兒）
- 殭屍借貸（ゴーレムの少女）
- 桃華月憚（白川明日菜、女學生B）
- 爆丸（安柏羅）
- 地球防衛少年（半井摩子）
- 萌單（田中里奈）
- 夢之玉奇談（なほ）

2008年
- 假面男僕（富士原苗香）
- 零之使魔 三美姬的輪舞（伊露庫庫）
- 魔法禁書目錄（茵蒂克絲）
- 真實之淚 true tears（安藤愛子）

2009年
- 香格里拉（石田香凜）
- 化物語（阿良良木月火）
- 青花（安田美沙子）
- 貓愿三角戀（水野楓）
- 科学超电磁砲（茵蒂克絲）
- FAIRY TAIL魔導少年（潔莉·布蘭蒂）
- 加奈日記（阿健、同級生C）

2010年
- 嬌蠻貓娘大橫行（梅之森千世）
- 大神與七位夥伴（葛麗特）
- 超元氣3姊妹（伊藤詩織）
- 最後大魔王（服部優子／星野百合）
- 魔法禁書目錄II（茵蒂克絲）
- 半妖少女綺麗譚（櫻）
- 寶石寵物 Twinkle☆（櫻莫尼卡）

2011年
- 蘿球社！（三澤真帆）
- 魔法小惡魔（澤田帆乃香）
- Fractale（恩莉）
- 超元氣3姊妹 增量中!（伊藤詩織）
- 迷茫管家與膽怯的我（近衛昴）
- 電波女&青春男（星宫社）
- 幸福光暈～hitotose～（岡崎乃理惠）
- 我的朋友很少（高山瑪麗亞）
- C3 -魔幻三次方-（薩文蕾提）

2012年
- 偽物語（阿良良木月火）
- 零之使魔F（伊露庫庫）
- 戰姬絕唱SYMPHOGEAR（小日向未來）
- 在盛夏等待（有澤千春）
- 殭屍哪有那麼萌？（降谷萌路）
- 槍械少女（緹（T91戰鬥步槍））
- SKET DANCE（宇佐見羽仁）
- 戀愛與選舉與巧克力（扇橋香奈）
- 少女與戰車（冷泉麻子）
- 超速變形螺旋傑特（稻葉鈴音）
- 旋風管家CAN'T TAKE MY EYES OFF YOU（鶇琉璃）
- 出包王女DARKNESS（黑咲芽亞）
- 我的妹妹是「大阪大媽」（楓）
- FAIRY TAIL魔導少年（潔莉亞·布蘭蒂）

2013年
- 銀河機攻隊 莊嚴皇子（入江環）
- 戀旅～True Tours Nanto～（石倉夏子）
- 閃亂神樂（雲雀）
- 戰姬絕唱SYMPHOGEAR G（小日向未來）
- 惡魔倖存者2（柳谷乙女）
- 我的朋友很少 NEXT（高山瑪麗亞）
- 前進吧！登山少女（雪村葵）
- 我的妹妹是「大阪大媽」（老師、大嬸、男學生A、男學生B、男學生C、男1、男2、播報天氣的大姐姐、店員）
- 科學超電磁砲S（茵蒂克絲）
- 狗與剪刀必有用（住谷夕樹）
- 幸福光暈 ～More Aggressive～（岡崎乃理惠）
- 蘿球社！SS（三澤真帆）
- 物語系列 第二季（阿良良木月火）
- 只有神知道的世界 女神篇（九条月夜／伏爾坎絲）
- 最強銀河 究極ZERO Battle Spirits（無限）
- 噬血狂襲（亞絲塔露蒂）

2014年
- 櫻Trick（園田優）
- Lady 寶石寵物（露亞）
- 愚者信長（多蕾）
- 即使如此世界依然美麗（蘿莎）
- 漫畫家與助手（風羽玲奈）
- NO GAME NO LIFE 遊戲人生（克拉米·澤爾）
- 前進吧！登山少女 Second Season（雪村葵）
- 魔彈之王與戰姬（莉姆亞莉夏）
- 憑物語（阿良良木月火）

2015年
- 艦隊Collection -艦Colle-（加賀、利根、筑摩）
- 幸腹塗鴉（內木由紀）
- 在地下城尋求邂逅是否搞錯了什麼（常陸·千草）
- 寶石寵物 魔法變身（露亞）
- 終結的熾天使（三宮三葉）
- 銀河騎士傳 第九行星戰役（地產仲介公司的大姐姐）
- 戰姬絕唱SYMPHOGEAR GX（小日向未來）
- 出包王女DARKNESS 2nd（黑咲芽亞）
- 落第騎士英雄譚（西京寧音）
- 終結的熾天使 名古屋決戰篇（三宮三葉）
- 女武神驅動 -美人魚-（敷島魅零）

2016年
- 夢幻之星Online2 The Animation（緹亞）
- Re:從零開始的異世界生活（庫珥修·卡爾斯騰）
- 飛翔的魔女（椎名杏子）
- 名侦探柯南（上野雅子 #820）
- Regalia 三聖星（奈留·有坂）
- 競女!!!!!!!!（七瀨奈美）
- Lostorage incited WIXOSS（森川千夏）
- 3月的獅子（桂馬喵、角喵、天使的喵）

2017年
- 3月的獅子（頑固的喵）
- 情色漫畫老師（紗霧的母親）
- 狂賭之淵（蕾菜菜美）
- 戰姬絕唱SYMPHOGEAR AXZ（小日向未來）
- 單蠢女孩（椎名黑子、正）
- 天使的3P！（相江柚葉、霧夢〈想像〉）
- 見習神仙 秘密的心靈（波卡林）

2018年
- 比宇宙更遠的地方（三宅日向）
- Lostorage conflated WIXOSS（森川千夏）
- 前進吧！登山少女 Third Season（雪村葵[3]）
- GRAND BLUE碧藍之海（神尾清子）
- 付喪神出租中（兔子[4]）
- Devidol！（志摩）
- 魔法禁書目錄III（茵蒂克絲）
- 哥布林殺手（牧牛妹）
- 閃亂神樂 SHINOVI MASTER -東京妖魔篇-（雲雀[5]）

2019年
- 動物朋友2（家犬）
- 慕留人-火影忍者新世代-（莎莎）
- 笨拙之極的上野（東川）
- Fairy Gone（帕特里西婭·波爾）
- 戰姬絕唱SYMPHOGEAR XV（小日向未來）
- 在地下城尋求邂逅是否搞錯了什麼II（常陸·千草）
- 毛球權次郎（拉姆醬）
- 小書痴的下剋上：為了成為圖書管理員不擇手段！（梅茵〈本須麗乃〉）
- 夢幻之星Online2 EPISODE ORACLE（蒂亞）
- Fairy Gone 第2期（帕特里西婭·波爾）

2020年
- 小書痴的下剋上：為了成為圖書管理員不擇手段！第2期（梅茵〈本須麗乃〉）
- 魔法水果籃 第2期（倉前美音）
- 超異域公主連結 Re:Dive（似似花）
- Re:從零開始的異世界生活 2nd season（庫珥修·卡爾斯騰）
- 食戟之靈 豪之皿（蘭特碧）
- 哆啦A夢 617 - 裝在手腳上的迷你頭（左臂迷你頭）
- 小碧藍幻想！（莉莉）
- 在地下城尋求邂逅是否搞錯了什麼III（常陸·千草）

2021年
- 無職轉生～到了異世界就拿出真本事～（奇希莉卡·奇希里斯）
- 魔法水果籃 The Final（倉前美音）
- 關於我轉生變成史萊姆這檔事（維爾薩澤）

2022年
- 超異域公主連結 Re:Dive Season 2（似似花）
- Delicious Party ♡ 光之美少女（華滿蘭／美味天使[6]）
- 小書痴的下剋上：為了成為圖書管理員不擇手段！第3期（梅茵[7]）
- 在地下城尋求邂逅是否搞錯了什麼IV 新章 迷宮篇（常陸·千草）
- 吉伊卡哇（飛鼠）
- 前進吧！登山少女 Next Summit（雪村葵）
- 令和的Di Gi Charat（兔田明）

2023年
- 在地下城尋求邂逅是否搞錯了什麼IV 深章 厄災篇（常陸·千草）
- 無意間變成狗，被喜歡的女生撿回家。（咲比良飯生）
- 艦隊Collection 總有一天，在那片海（利根）
- 在異世界獲得超強能力的我，在現實世界照樣無敵～等級提升改變人生命運～（阿卡茲基[8]）
- 哥布林殺手II（牧牛妹）

2024年
- 我內心的糟糕念頭（安堂環奈[9]）
- 從Lv2開始開外掛的前勇者候補過著悠哉異世界生活（薩貝亞[10]）
- 終末的火車前往何方？（真琴）
- 聲優廣播的幕前幕後（星空見上）
- 神明渴求著遊戲。（端子精靈）
- 精靈小姐瘦不了（佐手呂[11]）
- Re:從零開始的異世界生活 3rd season（庫珥修·卡爾斯騰[12]）
- 魔王陛下RETRY！R（忒瓏[13]）
- 在地下城尋求邂逅是否搞錯了什麼V 豐穰女神篇（常陸·千草）

2025年
- S級怪獸《貝希摩斯》被誤認成小貓，成為精靈女孩的騎士（寵物）一起生活（別西卜[14]）
- 忍者與殺手的同住日常（佐藤葵）
- GACHIAKUTA（吉娃的母親）
- 無職英雄（米菈[15]）

2026年
- 小書痴的下剋上 領主的養女（羅潔梅茵[16]）

### OVA
2005年
2006年
- 現視研（朋友B）

2007年
- 機械女僕（萩原步美）

2008年
- 舞-乙HiME 0〜S.ifr〜（M-9）

2010年
- 幸福光暈（岡崎乃理惠）

2012年
- A頻道+smile（惠子〉
- 新的世界(日語：アラタなるセカイ)(星之丘)

2013年
- 蘿球社！（三澤真帆）※PSP遊戲『蘿球社！遺落物的祕密』限定版同梱DVD。
- 要聽爸爸的話！男女8人夏物語（北原栞）

2015年
- 噬血狂襲 女武神的王國篇（亞絲塔露蒂）

2016年
- 終結的熾天使「吸血鬼沙哈爾」（三宮三葉）
- 噬血狂襲II（亞絲塔露蒂）
- 在地下城尋求邂逅是否搞錯了什麼（常陸·千草）

2017年
- 前進吧！登山少女 回憶的禮物（雪村葵）
- 噬血狂襲II（亞絲塔露蒂）

2018年
- 噬血狂襲III（亞絲塔露蒂[17]）

2019年
- 情色漫畫老師（紗霧的母親）

2020年
- 噬血狂襲IV（亞絲塔露蒂）

### 劇場版動畫
2008年
- 劇場版 空之境界 第四章「伽藍之洞」（護士A）
- 劇場版 空之境界 第六章「忘卻錄音」（瀨尾靜音）

2010年
- 即將凋逝的音樂盒

2013年
- 劇場版 空之境界 第八章「未來福音」（瀨尾靜音）
- 劇場版 魔法禁書目錄 -安迪米昂的奇蹟-（茵蒂克絲）

2015年
- 少女與戰車 劇場版（冷泉麻子）

2016年
- 劇場版艦隊Collection -艦Colle-（加賀、龍田、天龍、利根、筑摩）

2017年
- NO GAME NO LIFE 遊戲人生 ZERO（儂娜·傑爾）
- 少女與戰車 最終章（第1話）（冷泉麻子）

2019年
- 劇場版 在地下城尋求邂逅是否搞錯了什麼 -獵戶座之箭-（常陸·千草）
- 少女與戰車 最終章（第2話）（冷泉麻子）

2020年
- 哥布林杀手：GOBLIN'S CROWN（牧牛妹）
- 怪物彈珠 THE MOVIE 路西法 絕望的黎明（梅塔特隆）

2021年
- 少女與戰車 最終章（第3話）（冷泉麻子）
- 劇場版OTOPPE 爸爸別哭（溫蒂）

2023年
- 少女與戰車 最終章（第4話）（冷泉麻子、桃子）

2025年
- 少女與戰車 更加相親相愛作戰！（冷泉麻子[18]）

### 網路動畫
2015年
- 弱酸性百萬亞瑟王（日语：弱酸性ミリオンアーサー）（艾兒）

2016年
- 曆物語（阿良良木月火）

2018年
- 怪物彈珠（梅塔特隆）

2021年
- 我變成耿鬼！？（翔子）

2024年
- 物語系列 第外季&第怪季（阿良良木月火[19]）

### 遊戲
- 玩伴貓耳娘 ～地球危機的結婚宣言～（梅爾玟）
- Gift -Prism-（秋原未遊）
- 銀河天使II系列（GALAXY）
- （姬乃樹月歌）
- （月影香具耶）
- （水口季梨）
- （兔田明）
- 純愛手札4（柳冨美子）
- 托托莉的鍊金工房 ～亞蘭德之鍊金術士2～（敏敏·霍利爾·馮·修瓦茲蘭格）
- 梅露露的鍊金工房 ～亞蘭德之鍊金術士3～（敏敏·霍利爾·馮·修瓦茲蘭格）
- 擴散性百萬亞瑟王（艾兒）
- （茵蒂克絲、三澤真帆、冷泉麻子）
- 艦隊收藏（龍田、天龍、加賀、利根、筑摩、長良、五十鈴、名取）
- 艾爾之光（露）
- 妖精劍士f（蘿露）
- 新·世界樹的迷宮II 法夫尼爾的騎士（克蘿伊）

2015年
- 女友伴身邊（反町牡丹[20]）
- 蘇菲的鍊金工房 ～不可思議書的鍊金術士～（普拉芙妲）

2016年
- CSO2（安娜）
- 星界神話（星靈·小春）
- 高達破壞者3（美紗）
- 戦姫絶唱シンフォギアXD UNLIMITED(小日向未来)
- 菲莉絲的鍊金工房 ～不可思議旅的鍊金術士～（普拉芙妲）

2017年
- 無雙☆群星大會串（普拉芙妲）
- 莉迪&蘇瑞的鍊金工房 ～不可思議繪畫的鍊金術士～（普拉芙妲）
- 閃耀幻想曲（シュガー、園田優、內木由紀）
- 碧蓝航线（江风）

2018年
- 失落的龍絆（莉莉）
- 洛克人11（蘿露）
- 超異域公主連結 Re:Dive（似似花）

2019年
- Crash Fever（茵蒂克絲）
- 明日方舟（塞雷娅、芙蓉）
- 聖火降魔錄 英雄雲集（史卡畢歐薩）
- 露露亞的鍊金工房 ～亞蘭德之鍊金術士4～（敏敏·霍利爾·馮·修瓦茲蘭格）

2020年
- Fate/Grand Order（旅行者）
- 寶可夢大師（阿蜜）

2022年
- 蘇菲的鍊金工房2 ～不可思議夢的鍊金術士～（普拉芙妲）
- 白夜極光（花芸）
- 重返藍鯨島 -Return to Shironagasu Island-（出雲崎寧寧子）

2023年
- 蕾斯萊莉婭娜的鍊金工房 ～忘卻的鍊金術與極夜的解放者～（敏敏·霍利爾·馮·修瓦茲蘭格、普拉芙妲）

2024年
- 鋼彈創壞者4（美紗）[21]
- 怪物彈珠 （三途）
- 絕區零 （珂蕾妲·貝洛伯格）

### 電台節目
- Splash Candy's Trico Station（オーディオドラマ「幸せデリバリーTrico ～Splash Candy編～」内に出演）
- 井口裕香的G GIRL FRIENDS!（（2006年1月5日～3月30日））
- 井口裕香 今日子（（2006年4月6日～12月28日））
- （2005年6月30日～12月29日）
- （2005年2月24日～10月27日，Broccoli和音泉）
- （大阪放送）
- （2004年4月2日～9月24日、大阪放送）
- （2007年3月9日～2008年2月22日，、BEAT☆Net Radio!、nifty）

### 廣告
- 人生遊戲（真人演出）

### 廣播劇CD
- 偶像大師 XENOGLOSSIA 系列（天海春香）
  - 原創廣播劇vol.1『週間十六夜寮』
  - 原創廣播劇vol.2『週間』
  - 原創廣播劇vol.3『週間』
- 廣播劇CD
- 廣播劇CD（萩原步美）
- 廣播劇CD『魔法禁書目錄』（インデックス）
- 廣播劇CD『我的朋友很少』番外編「禁じられた遊び」（高山瑪麗亞）
- 管耳猫（草乃市宮[22]）
- 色彩火车（上沼百合・桐生愛・瀬木奏）※一人三役[23]
- 小書痴的下剋上：為了成為圖書管理員不擇手段！
  - 廣播劇CD3（羅潔梅茵[24]）
  - 廣播劇CD4（羅潔梅茵[25]）
  - 廣播劇CD5（羅潔梅茵[26]）
  - 廣播劇CD6（羅潔梅茵[27]）
  - 廣播劇CD7（羅潔梅茵[28]）
  - 廣播劇CD8（羅潔梅茵[29]）
  - 廣播劇CD9（羅潔梅茵、梅斯緹歐若拉[30]）
  - 廣播劇CD10（羅潔梅茵、梅斯緹歐若拉[31]）
- 廣播劇CD「魔藥墨角蘭」（馬放拉姆）

### 其他
- G.G.F.（藍寶石）

### 彈珠機
- 女番長（日高木陰）

## 音樂作品
- RO-KYU-BU!相關活動詳見「RO-KYU-BU!」。

### 單曲
| 枚                | 發售日         | 標題                                         | 規格編號   | 規格編號   | 規格編號   | 規格編號   | 最高位   |
| 枚                | 發售日         | 標題                                         | 初回限定盤 | 歌手盤     | 通常盤     | 動畫盤     | 最高位   |
| Broccoli          | Broccoli       | Broccoli                                     | Broccoli   | Broccoli   | Broccoli   | Broccoli   | Broccoli |
| ----------------- | -------------- | -------------------------------------------- | ---------- | ---------- | ---------- | ---------- | -------- |
| 1st               | 2006年3月24日  |                                              | 不適用     | 不適用     | 不適用     | BRDA-1073  | 不適用   |
| Warner Home Video |                |                                              |            |            |            |            |          |
| 1st               | 2013年2月6日   | Shining Star-☆-LOVE Letter                   | 1000372890 | 不適用     | 1000372891 | 1000379577 | 11位     |
| 2nd               | 2013年5月15日  | Grow Slowly                                  | 1000393015 | 不適用     | 1000393018 | 1000393017 | 10位     |
| 3rd               | 2013年11月27日 | rainbow heart♡rainbow dream☆／Strike my soul | 1000427830 | 不適用     | 1000427831 | 不適用     | 25位     |
| 4th               | 2015年4月29日  | Hey World                                    | 1000563678 | 不適用     | 1000563679 | 1000564509 | 20位     |
| 5th               | 2015年11月25日 |                                              | 1000584284 | 不適用     | 100058428  | 不適用     | 27位     |
| 6th               | 2016年2月17日  |                                              | 1000592201 | 不適用     | 1000592203 | 1000592202 | 18位     |
| 7th               | 2016年10月26日 | Lostorage                                    | 不適用     | 1000630650 | 1000630652 | 1000630651 | 35位     |
| 8th               | 2017年5月24日  | RE-ILLUSION                                  | 不適用     | 1000646109 | 1000646111 | 1000646110 | 19位     |
| 9th               | 2018年5月23日  | UNLOCK                                       | 不適用     | 1000717209 | 1000717211 | 1000717210 | 21位     |
| 10th              | 2018年11月21日 |                                              | 不適用     | 1000735132 | 1000735133 | 1000735134 | 27位     |
| 11th              | 2019年2月13日  |                                              | 不適用     | 1000739880 | 1000739881 | 1000739882 | 30位     |
| 12th              | 2019年2月13日  |                                              | 不適用     | 1000739883 | 1000739884 | 不適用     | 35位     |
| 13th              | 2019年7月17日  | HELLO to DREAM                               | 不適用     | 1000746061 | 1000746063 | 1000746062 | 24位     |
| KADOKAWA ARTIST   |                |                                              |            |            |            |            |          |
| 14th              | 2022年8月3日   |                                              | ZMCZ-15712 | ZMCZ-15712 | ZMCZ-15712 | ZMCZ-15712 |          |

### 專輯
| 枚   | 發售日         | 標題           | 規格編號   | 規格編號    | 規格編號   | 最高位 |
| 枚   | 發售日         | 標題           | 初回限定盤 | DVD附通常盤 | 通常盤     | 最高位 |
| ---- | -------------- | -------------- | ---------- | ----------- | ---------- | ------ |
| 1st  | 2014年7月9日   | Hafa Adai      | 1000497361 | 1000511529  | 1000497362 | 14位   |
| 2nd  | 2016年7月6日   | az you like... | 1000601594 | 1000601596  | 1000601595 | 17位   |
| 迷你 | 2017年11月15日 | Love           | 不適用     | 1000694661  | 1000694662 | 21位   |
| 3rd  | 2020年8月12日  | clearly        | 1000769388 | 不適用      | 1000769389 | 11位   |

### 音樂合作
| 樂曲                       | 音樂合作一覽                                                  | 時期   |
| -------------------------- | ------------------------------------------------------------- | ------ |
| Shining Star-☆-LOVE Letter | 動畫電影《劇場版 魔法禁書目錄 -安迪米昂的奇蹟-》印象歌        | 2013年 |
| Grow Slowly                | 電視動畫《科學超電磁砲S》片尾曲                               | 2013年 |
| Stand Still                | 電視動畫《科學超電磁砲S》片尾曲                               | 2013年 |
| Strike my soul             | 電視動畫《噬血狂襲》片尾曲                                    | 2013年 |
| Hey World                  | 電視動畫《在地下城尋求邂逅是否搞錯了什麼》片頭曲              | 2015年 |
|                            | OVA《噬血狂襲 女武神的王國篇》片頭曲                          | 2015年 |
|                            | 電視動畫《重裝武器》片尾曲                                    | 2016年 |
| Lostorage                  | 電視動畫《Lostorage incited WIXOSS》片頭曲                    | 2016年 |
| RE-ILLUSION                | 電視動畫《劍姬神聖譚》片頭曲                                  | 2017年 |
| JOURNEY                    | 遊戲《在地下城尋求邂逅是否搞錯了什麼～記憶憧憬～》主題曲      | 2017年 |
| UNLOCK                     | 電視動畫《Lostorage conflated WIXOSS》片頭曲                  | 2018年 |
| 革命前夜                   | 電視動畫《魔法禁書目錄Ⅲ》片尾曲                               | 2018年 |
| おなじ空の下で             | 劇場版《在地下城尋求邂逅是否搞錯了什麼 ─ 獵戶座之箭 ─》主題曲 | 2019年 |
| 終わらない歌               | 電視動畫《魔法禁書目錄Ⅲ》第二片尾曲                           | 2019年 |
| HELLO to DREAM             | 電視動畫《在地下城尋求邂逅是否搞錯了什麼Ⅱ》片頭曲             | 2019年 |
| over and over              | 電視動畫《在地下城尋求邂逅是否搞錯了什麼Ⅲ》片頭曲             | 2020年 |
| 一番星ソノリティ           | 電視動畫《異世界歸來的舅舅》片尾曲                            | 2022年 |

### 角色印象曲CD
專輯
- 偶像大師 XENOGLOSSIA 系列
  - 角色印象曲專輯vol.1
  - 角色印象曲專輯vol.2
- CROSS WORLD 2「姫乃樹月歌」

單曲
- （與真田麻美、澤城美雪、冰上恭子合唱，Di Gi Charat Nyo片頭及片尾曲，2003年10月24日發售）
- 「Over The Sky」（與阿澄佳奈、德永愛合唱，CROSS WORLD片頭曲，2005年8月26日發售）
- （與小清水亞美合唱，電台節目主題曲，2007年3月27日發售）

## 外部連結
- 事務所公開簡歷（页面存档备份，存于）（日語）
- 井口裕香 WarnerHomeVideo Official Website（页面存档备份，存于）（日語）